# Hadji Murad

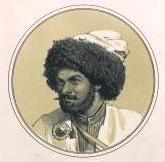
Hadji Murad

Hadji Murad (en russe : Хаджи-Мурат), né en 1795 à Khounzakh et mort le 23 avril 1852 (5 mai dans le calendrier grégorien), est un des chefs avars de la résistance des tribus musulmanes du Caucase à l'expansion russe aux XVIIIe et XIXe siècles.

## Biographie

### Alliance avec la Russie
Hadji Murad est le frère adoptif d'Omar, le fils du khan de Pakkou-Bekkhe, un allié des Russes, et donc, bien que musulman, considéré comme un ennemi par Mohammed Ghazi et Chamil, qui attaquent Khunzakh, la capitale, en 1830. Ils échouent mais Gamzat-bek, lui, réussit à prendre la ville en 1834, et exécute le khan et ses fils. Hadji l'assassine cette même année en vengeance pour leur mort. Mais son frère Osman est tué par les Timourides de Gamzat, et il se range donc du côté des Russes, pour contrer le muridisme (désormais mené par Chamil), qu'il voit comme une menace. 
Son rival, le khan Akhmet, va saper la confiance que les Russes ont en lui, jusqu'à ce que ces derniers l'arrêtent, avec l'aide d'Akhmet. Le général Mikhaïl Semionovitch Vorontsov le fait convoquer à son quartier général, mais Hadji parvient à s'échapper pendant le transfert en se jetant d'une corniche au passage d'un col de montagne. Les Russes penseront qu'il est mort. En réalité, la neige a amorti sa chute et il reste caché pendant l'hiver. À cause de la trahison des Russes, il décide de rejoindre Chamil, qui l'accepte parmi ses partisans et lui donne le rang de naib (un de ses lieutenants). De nombreuses tribus le suivront dans sa défection, renforçant d'autant l'alliance des tribus qui luttent contre les Russes.

### Actions avecChamil
Ses exploits au combat et sa tenue lui valent le surnom de « diable rouge » donné par les Russes. Après un raid infructueux sur le camp russe de Temir-Khan-Choura, une rumeur court selon laquelle il aurait massacré tous les soldats hospitalisés pour en faire du chachlik (plat de viande en broche), qu'il aurait laissé derrière lui pour que les troupes russes les mangent en revenant à leur base. Bien que fantaisiste, la rumeur devient très populaire et accroît sa réputation.

### Mort
En 1851, une querelle éclate avec Chamil, lorsqu'il choisit son fils Mohammed Gazi pour lui succéder. Plus tard, au cours d'une réunion secrète, Chamil et ses naibs décident de tuer Murad. Mais un des naibs l'a prévenu et l'a aidé à s'échapper. En revanche sa famille est gardée captive. Il se rend alors aux Russes, qui le respectent encore bien qu'ils ne lui fassent pas confiance. Il leur demande à plusieurs reprises de lui donner des hommes et des armes pour attaquer Chamil et libérer sa famille, mais les Russes refusent. Ils lui permettent cependant d'aller de Tbilissi à Noukkha, une petite ville musulmane, avec une escorte de Cosaques. Il met au point un plan pour s'échapper, qu'il exécute dans la matinée du 23 avril 1852. Les Cosaques tombent dans une embuscade et sont tués. La garnison russe de la ville, dirigée par le colonel Karganov, est envoyée pour le traquer. Ils sont vite rejoints par des Caucasiens, dont le fils du khan Akhmet. Murad est tué dans le combat qui suivra. Le jeune Akhmet lui coupe la tête et l'envoie à Tbilissi, où elle est embaumée puis envoyée au tsar.

## Fiction
- Tolstoï a composé un récit intitulé Hadji Mourat, publié en 1912, qui retrace les derniers mois de la vie de Hadji Murad à partir de sa reddition aux Russes. Tolstoï l'enrichit de détails sur son itinéraire de chef rebelle et de portraits remarquables de personnalités liées à son histoire telles que le tsar Nicolas Ier, les généraux russes responsables du front du Caucase, ainsi que son ennemi juré Chamil.
- La Charge des Cosaques, film italien de 1959.